# Mundo Lingo

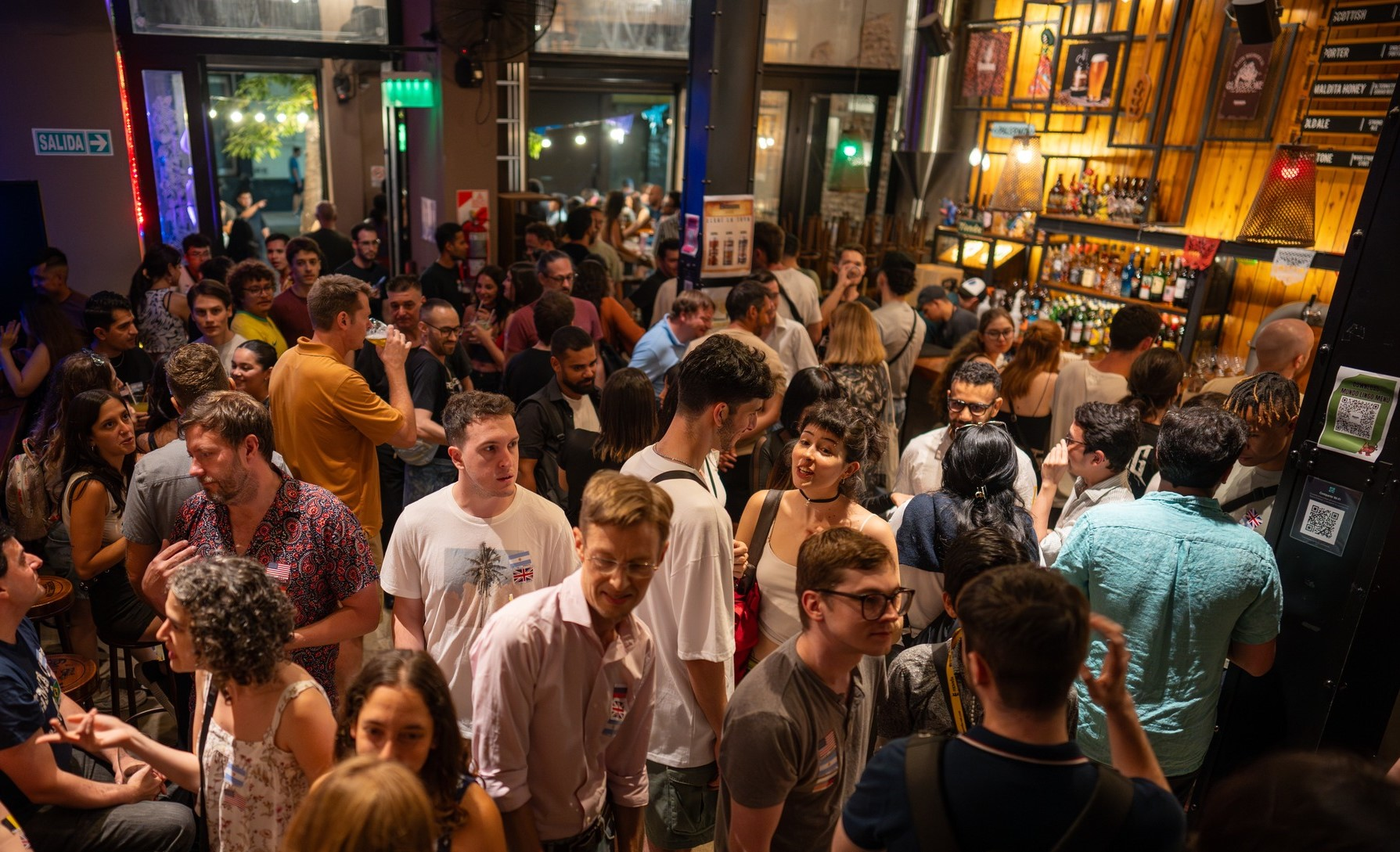
Mundo Lingo Buenos Aires

Mundo Lingo est une organisation qui met en place des événements sociaux afin de connecter les locaux et les étrangers. Ces événements ont lieu dans différentes villes du monde, sont gratuits et ouverts à des personnes de toutes nationalités. En général, ils se déroulent en soirée, de 19h00 à 2h00, dans des bars sélectionnés de chaque ville. Mundo Lingo offre un environnement détendu et accessible pour que les participants puissent profiter de l'expérience et se connecter avec des personnes du monde entier.

## Principe
À leur arrivée au bar, chaque participant reçoit des autocollants en forme de drapeau qu'il place sur ses vêtements: le drapeau de sa langue maternelle en haut et les autres drapeaux des langues qu'il parle en bas, classés par niveau de maîtrise. Les participants sont libres de se faire des amis et de socialiser avec des personnes du monde entier.

## L'histoire
Le premier événement Mundo Lingo a été initié par Benji Moreira, un citoyen britannique vivant à Buenos Aires, en Argentine. Il a eu lieu le 7 juillet 2011 avec pour objectif d'encourager les étrangers à socialiser avec les locaux en parlant dans leur langue maternelle ou en espagnol. Peu de temps après, environ 50 personnes assistaient chaque semaine aux événements et le système de drapeaux a été introduit pour que les participants puissent s’organiser eux-mêmes, sans intervention directe des hôtes. En 2014, l'événement a gagné en popularité et s'est étendu à des villes comme Cologne, Londres, Montréal et Melbourne.
En 2019, Mundo Lingo a atteint son apogée avec des événements dans 30 villes à travers le monde avant que les événements ne soient suspendus en raison des confinements mondiaux de 2020.
En 2022, les réunions ont repris à Rio de Janeiro et Buenos Aires, et progressivement, le projet a commencé à se réouvrir dans différentes villes, poursuivant sa mission de connecter les cultures par le biais de la langue.

## Financement
Les événements Mundo Lingo sont financés par la consommation des participants au bar. Aucune commission, collaboration commerciale ou publicité n'est acceptée.

## Villes
En janvier 2025, les événements Mundo Lingo ont lieu régulièrement dans 17 villes de 12 pays sur 4 continents.

## Amérique
Buenos Aires, Córdoba et Tucuman (Argentine), Rio de Janeiro, Florianópolis, São José dos Campos (Brésil), Montréal (Canada), New York (États-Unis), et Mexico, et Playa del Carmen (Mexique).

## Europe et Asie
Valence (Espagne), Genève (Suisse), Londres (Angleterre), Paris (France) et ,Belgrade (Serbie) et Saigon (Vietnam).

## Passage aux réseaux sociaux après COVID-19
En raison de la pandémie, qui a obligé la suspension des événements en personne, le nombre d'abonnés aux groupes Facebook et Telegram a augmenté rapidement. En janvier 2025, les groupes Facebook comptent plus de 135 000 abonnés dans le monde, tandis que les groupes Telegram regroupent plus de 12 000 utilisateurs quotidiens. Des informations sur les rencontres actives peuvent désormais être trouvées dans ces groupes et sur d'autres plateformes.